# Hôpital Saint-Louis

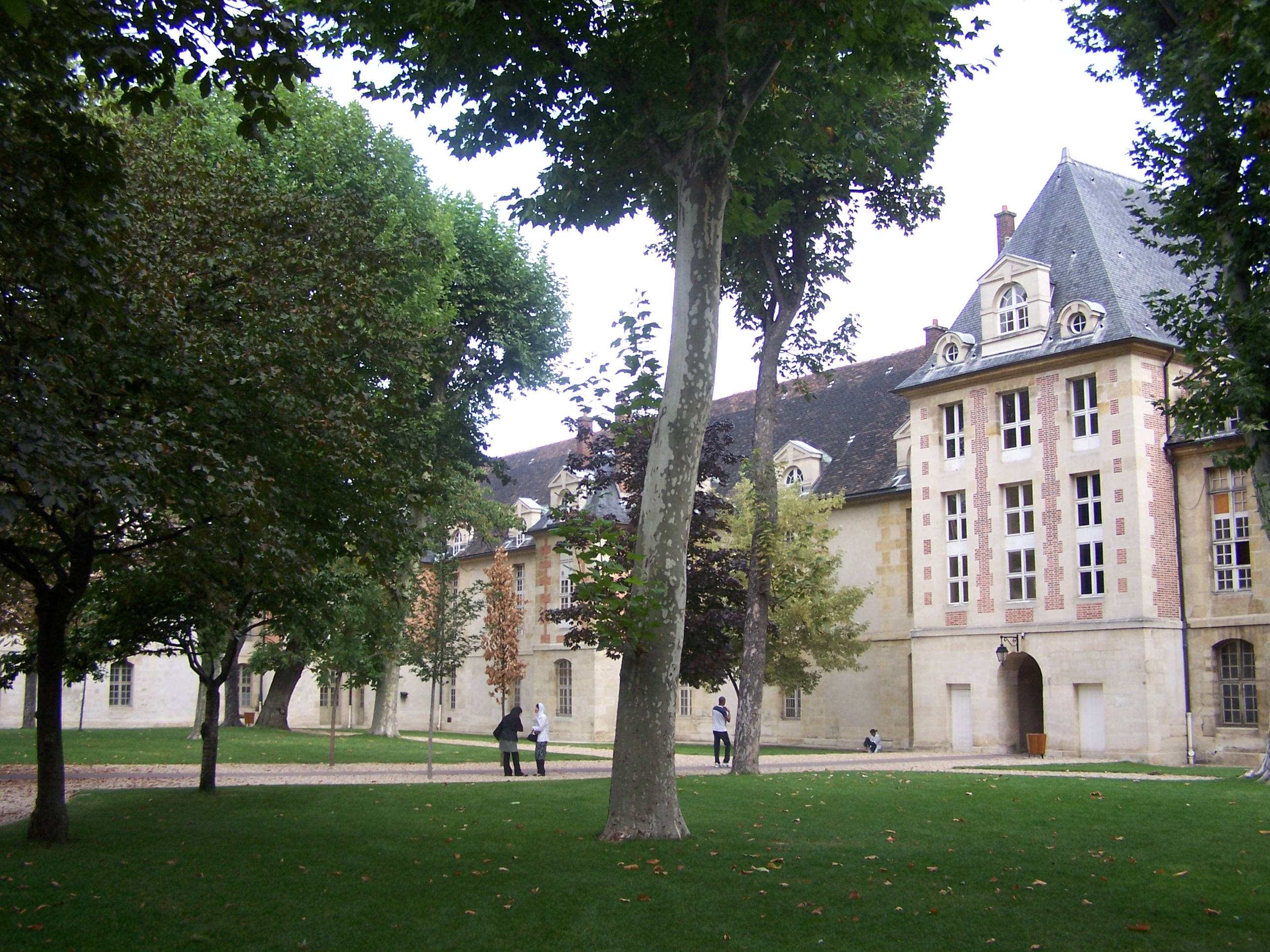
Hôpital Saint-Louis

O  Hôpital Saint-Louis é um hospital em Paris, França. Foi construído em 1611 pelo arquiteto Claude Vellefaux, a pedido de Henrique IV de França.
Hoje, o Hôpital Saint-Louis usa suas premissas históricas (das quais são classificadas como monumentos históricos) para funções administrativas. Após os anos 80, foram feitas novas adições modernas para abrigar o hospital atual e o hospital de ensino. Suas principais especialidades são dermatologia e hematologia, bem como oncologia. A Biblioteca de Dermatologia foi fundada pelo Dr. Henri Feulard. O hospital usa 2.500 pessoas, mil das quais estão na profissão médica. Ele abriga o Instituto de Pesquisa do Inserm sobre Skin e a Fundação René Touraine.
Está em associação com a Universidade Paris Cité.